# Britt Morgan
Pour les articles homonymes, voir Morgan.
Britt Morgan est une actrice pornographique américaine, née à Tyler, Texas (États-Unis), le 12 août 1963. Elle est membre de l'AVN Hall of Fame.

## Biographie
Au cours d'une carrière d'une dizaine d'années, Britt Morgan a tourné dans plus de 190 films pornographiques et reçu l'AVN Award du meilleur second rôle féminin (Best Supporting Actress - Film) en 1992 pour On Trial. Elle a coréalisé 9 films avec son mari, Jace Rocker, dont Cheeks II: The Bitter End et Cheeks IV: A Backstreet Affair pour lesquels elle a reçu l'AVN Award du meilleur scénario pour une vidéo (Best Screenplay - Video).

## Récompenses
- 1990 : AVN Award Meilleur scénario - Vidéo (Best Screenplay - Video) pour Cheeks II: The Bitter End (avec Jace Rocker)
- 1992 : AVN Award Meilleure actrice dans un second rôle - Film (Best Supporting Actress - Film) pour On Trial[3]
- 1992 : AVN Award Meilleur scénario - Vidéo (Best Screenplay - Video) pour Cheeks IV: A Backstreet Affair (avec Jace Rocker)[3]

## Filmographie succincte
- Tongues of Fire (1987)
- Lesbian Dildo Fever 2 (1987)
- No Man's Land 1 (1988)
- Taboo 6 - The Obsession (1988)
- Cheeks II: The Bitter End (1989)
- Cheeks IV: A Backstreet Affair (1990)
- On Trial (1991)
- Lesbian Thrills (1992)
- Lick Bush (1992)
- No Man's Land 5 (1992)
- Secret Fantasies 4 (1993)
- Let's Face It (1994)
- Sinderella (1995)
- Triple X 2 (1996)